# NGC 352
NGC 352 (również PGC 3701) – galaktyka spiralna z poprzeczką (SBb), znajdująca się w gwiazdozbiorze Wieloryba. Odkrył ją William Herschel 20 września 1784 roku.